# Anaplectoides demuthi
Anaplectoides demuthi là một loài bướm đêm trong họ Noctuidae.